# DokuWiki
DokuWiki é um programa wiki escrito em PHP voltado para as necessidades de documentação em pequenas empresas, escrito por Andreas Gohr. Usa para armazenar dados um arquivo de texto, não necessitando de um banco de dados. Possui uma sintaxe simples, porém completa, similar à usada na Wikipédia.

## Recursos
- funciona com arquivos texto como armazenador
- simples de se editar com botões que facilitam a sintaxe de escrita
- permite se editar apenas parte de uma página
- geração automática de tabelas
- número de revisões sem limite
- suporte a diferenciação de revisões coloridas
- suporte a páginas somente leitura
- syndication de modificações recentes por RSS Feed
- pastas de assuntos
- Interwiki Links
- envio e inserção de imagens
- redimensionamento de imagens
- suporte multi-idioma
- Spam blacklist
- troca de textos personalizados
- pagecaching
- trava de edição para evitar conflitos
- suporte total a UTF-8
- e mais algumas coisas